# Liste des monuments historiques de Bayeux
Cet article recense les monuments historiques de Bayeux, en France.

## Liste
| Monument | Adresse                                                                     | Coordonnées                        | Notice         | Protection     | Date           | Illustration                                                                                                  |
| --- | --------------------------------------------------------------------------- | ---------------------------------- | -------------- | -------------- | -------------- | --- |
| Cathédrale Notre-Dame                                                                                         | Rue du Bienvenu                                                             | 49° 16′ 32″ nord, 0° 42′ 13″ ouest | « PA00111042 » | Classé         | 1862           | Cathédrale Notre-Dame                                                                                         |
| Couvent de la Charité                                                                                         | 1 rue Cabourg                                                               | 49° 16′ 48″ nord, 0° 42′ 26″ ouest | « PA00111043 » | Classé Inscrit | 1972           | Couvent de la Charité                                                                                         |
| Église Saint-Patrice                                                                                          | 18 rue d'Éterville                                                          | 49° 16′ 53″ nord, 0° 42′ 27″ ouest | « PA00111045 » | Classé         | 1923           | Église Saint-Patrice                                                                                          |
| Grand hôtel d'Argouges                                                                                        | 4 rue Saint-Malo                                                            | 49° 16′ 39″ nord, 0° 42′ 14″ ouest | « PA00111065 » | Inscrit        | 1927           | Grand hôtel d'Argouges                                                                                        |
| Hôtel du Cadran                                                                                               | 6, 8 rue Saint-Martin                                                       | 49° 16′ 38″ nord, 0° 42′ 06″ ouest | « PA14000008 » | Inscrit Classé | 1998           | Hôtel du Cadran                                                                                               |
| Hôtel de Castilly                                                                                             | 8 à 16 rue du Général-de-Dais                                               | 49° 16′ 40″ nord, 0° 42′ 24″ ouest | « PA00111047 » | Classé         | 1982           | Hôtel de Castilly                                                                                             |
| Hôtel de la Crespellière                                                                                      | 7 rue Franche                                                               | 49° 16′ 37″ nord, 0° 42′ 14″ ouest | « PA00111048 » | Inscrit        | 1984           | Hôtel de la Crespellière                                                                                      |
| Hôtel du Croissant                                                                                            | 53 rue Saint-Jean                                                           | 49° 16′ 36″ nord, 0° 41′ 56″ ouest | « PA00111049 » | Inscrit        | 1975           | Hôtel du Croissant                                                                                            |
| Hôtel Fréard du Castel                                                                                        | 7 rue de la Cambette                                                        | 49° 16′ 23″ nord, 0° 42′ 23″ ouest | « PA00111050 » | Inscrit        | 1984           | Hôtel Fréard du Castel                                                                                        |
| Hôtel du Gouverneur                                                                                           | Rue Bourbesneur                                                             | 49° 16′ 31″ nord, 0° 42′ 22″ ouest | « PA00111058 » | Classé         | 1924           | Hôtel du Gouverneur                                                                                           |
| Hôtel Morel de la Carbonnière                                                                                 | 17 rue de la Maîtrise                                                       | 49° 16′ 32″ nord, 0° 42′ 22″ ouest | « PA00111051 » | Inscrit        | 1973           | Hôtel Morel de la Carbonnière                                                                                 |
| Hôtel de Royville                                                                                             | 14 rue Royale                                                               | 49° 16′ 42″ nord, 0° 42′ 31″ ouest | « PA00111052 » | Inscrit        | 1974           | Hôtel de Royville                                                                                             |
| Hôtel de la Tour du Pin                                                                                       | 14 rue du Général-de-Dais                                                   | 49° 16′ 39″ nord, 0° 42′ 24″ ouest | « PA14000016 » | Inscrit Classé | 2000           | Hôtel de la Tour du Pin                                                                                       |
| Hôtel-Dieu | 13bis rue de Nesmond                                                        | 49° 16′ 29″ nord, 0° 42′ 03″ ouest | « PA00111823 » | Inscrit Classé | 1989 1994 1996 | Hôtel-Dieu |
| Maison d'Adam et Ève                                                                                          | 6 rue Bienvenue                                                             | 49° 16′ 34″ nord, 0° 42′ 15″ ouest | « PA00111054 » | Inscrit        | 1972           | Maison d'Adam et Ève                                                                                          |
| Maison d'Adam et Ève                                                                                          | 6 rue Bienvenue                                                             | 49° 16′ 34″ nord, 0° 42′ 15″ ouest | « PA00111055 » | Inscrit Classé | 1927 1959      | Maison d'Adam et Ève                                                                                          |
| Jardin public                                                                                                 | 55 rue de Port-en-Bessin                                                    | 49° 17′ 08″ nord, 0° 43′ 03″ ouest | « PA14000077 » | Inscrit        | 2008           | Jardin public                                                                                                 |
| Hôtel Tillard-des-Acres                                                                                       | 36 rue des Bouchers                                                         | 49° 16′ 43″ nord, 0° 42′ 12″ ouest | « PA00111056 » | Inscrit        | 1927           | Hôtel Tillard-des-Acres                                                                                       |
| Hôtel de Bricqueville                                                                                         | 76 rue des Bouchers                                                         | 49° 16′ 46″ nord, 0° 42′ 20″ ouest | « PA00111057 » | Inscrit        | 1927           | Hôtel de Bricqueville                                                                                         |
| Lanterne des morts                                                                                            | Place de la Cathédrale 1 rue des Chanoines                                  | 49° 16′ 32″ nord, 0° 42′ 16″ ouest | « PA00111059 » | Classé         | 1914           | Lanterne des morts                                                                                            |
| Maison | 10, 12 rue des Chanoines                                                    | 49° 16′ 31″ nord, 0° 42′ 21″ ouest | « PA00111060 » | Inscrit        | 1986           | Maison |
| Maison à pans de bois de la rue des Cuisiniers (ancien office de tourisme, ancien restaurant Le Loge à Pieds) | 1 rue des Cuisiniers Rue Saint-Martin                                       | 49° 16′ 38″ nord, 0° 42′ 10″ ouest | « PA00111061 » | Classé         | 1924           | Maison à pans de bois de la rue des Cuisiniers (ancien office de tourisme, ancien restaurant Le Loge à Pieds) |
| Maison de la Du Barry                                                                                         | 41 rue Larcher                                                              | 49° 16′ 30″ nord, 0° 42′ 08″ ouest | « PA00111064 » | Inscrit        | 1927           | Maison de la Du Barry                                                                                         |
| Maison à pans de bois                                                                                         | 3 rue des Cuisiniers                                                        | 49° 16′ 38″ nord, 0° 42′ 10″ ouest | « PA00111062 » | Classé         | 1941           | Maison à pans de bois                                                                                         |
| Hôtel de Rubercy                                                                                              | 5 rue Franche                                                               | 49° 16′ 38″ nord, 0° 42′ 15″ ouest | « PA00111063 » | Classé         | 1927           | Hôtel de Rubercy                                                                                              |
| Manoir de la Caillerie                                                                                        | 56 rue Saint-Patrice 7 rue Edmond-Michelet                                  | 49° 16′ 52″ nord, 0° 42′ 50″ ouest | « PA00111066 » | Inscrit        | 1928           | Manoir de la Caillerie                                                                                        |
| Palais épiscopal (hôtel de ville et musée)                                                                    | Rue Laitière Rue de la Chaîne Place de l'Hôtel-de-Ville Place de la Liberté | 49° 16′ 34″ nord, 0° 42′ 10″ ouest | « PA00111053 » | Classé Inscrit | 1996 2010      | Palais épiscopal (hôtel de ville et musée)                                                                    |
| Palais épiscopal (hôtel du Doyen)                                                                             | Rue Lambert-Leforestier                                                     | 49° 16′ 29″ nord, 0° 42′ 15″ ouest | « PA00111046 » | Inscrit        | 1929           | Palais épiscopal (hôtel du Doyen)                                                                             |
| Séminaire | 13bis rue de Nesmond                                                        | 49° 16′ 28″ nord, 0° 42′ 01″ ouest | « PA00111067 » | Classé Inscrit | 1862 1977      | Séminaire |
| Vestiges gallo-romains                                                                                        | 12 rue Laitière                                                             | 49° 16′ 35″ nord, 0° 42′ 10″ ouest | « PA00111068 » | Inscrit        | 1988           | Image manquante Téléverser                                                                                    |